# Diccionari normatiu valencià
El Diccionari normatiu valencià és el diccionari normatiu del valencià-català publicat en línia el 5 de febrer de 2014 per l'Acadèmia Valenciana de la Llengua. Constava inicialment de 93.342 entrades, que han anat augmentant posteriorment. Va ser un dels primers projectes de l'entitat, ja que va iniciar-se en 2002.

## Història
Tal com el definí l'acadèmia en la presentació, el diccionari és el resultat d'un treball col·lectiu que, sense perjuí del rigor filològic, aspira a integrar equilibradament les diferents sensibilitats presents al si de l'AVL i de la societat valenciana, en el marc dels criteris de la Llei de creació de l'Acadèmia Valenciana de la Llengua. Tal com indica el títol, el Diccionari normatiu valencià pretén orientar sobre l'ús correcte o adequat dels mots inventariats, seguint els mateixos criteris explicitats en la Introducció del Diccionari ortogràfic i de pronunciació del valencià, de l'Acadèmia Valenciana de la Llengua.
Un any després de la seua publicació, s'anuncià que el diccionari havia rebut tres milions de consultes des de la seua pàgina web. Eixe mateix any 2015 va publicar una aplicació per a consultar-lo des dels telèfons mòbils.
Des del moment de la seua publicació el línia, des de l'IIFV es va fer un extens i documentat informe que criticava el diccionari. Pel que fa a especialistes, Francesc Esteve se sumà a les crítiques, i d'altres com Felip Gumbau i Eugeni S. Reig el lloaren. No van haver reaccions o ressenyes en publicacions especialitzades. Entre les crítiques, es destaca el fet que per l'abundància de paraules recollides, el diccionari estaria més a prop de ser un diccionari descriptiu abans que normatiu. Tanmateix, l'abundància de varietats és un tret present a molts altres diccionaris normatius, com ara el Diccionario de la lengua española de la RAE, o el Diccionari de la llengua catalana de l'IEC pel que fa al lèxic de la Catalunya central, i en menor mesura també del valencià.

## Contingut
Consta de 93.342 entrades, xifra superior a les del DIEC o el GDLC. Segons informà l'AVL, s'incorporaren més de 17.000 paraules genuïnes valencianes que no figuraven fins ara en cap altre diccionari, un 18,2% del total. Pel que fa a les paraules incloses, en molts casos es tracta de derivats de mots ja inclosos, lèxic tècnic o científic, gentilicis, neologismes i altres casos no exclusius del lèxic valencià. Així doncs, s'estimaria que el total de paraules específicament valencianes recollides al DNV per primera vegada estaria pels volts del 7,3% del total.